# Коммантри (кантон)
Коммантри́ (фр. Commentry) — кантон во Франции, находится в регионе Овернь, департамент Алье. Входит в состав округа Монлюсон.
Код INSEE кантона — 0305. Всего в кантон Коммантри входит 4 коммуны, из них главной коммуной является Коммантри.

## Коммуны кантона
| Коммуна   | Население, чел. (2006) | Почтовый индекс | Код INSEE |
| --------- | ---------------------- | --------------- | --------- |
| И         | 319                    | 3600            | 03129     |
| Коломбье  | 311                    | 3600            | 03081     |
| Коммантри | 6 857                  | 3600            | 03082     |
| Маликорн  | 846                    | 3600            | 03159     |

## Население
Население кантона на 2007 год составляло 8 295 человек.
| 1962   | 1968   | 1975   | 1982   | 1990  | 1999  | 2006  | 2007  | 2008 |
| ------ | ------ | ------ | ------ | ----- | ----- | ----- | ----- | ---- |
| 10 966 | 11 355 | 11 269 | 10 455 | 9 567 | 8 689 | 8 333 | 8 295 | —    |